# Dans la vallée d'Elah
Pour plus de détails, voir Fiche technique et Distribution.
Dans la vallée d'Elah (In the Valley of Elah) est un drame psychologique américain réalisé par Paul Haggis, sorti en 2007.
Le titre du film se réfère à la vallée où David combattit Goliath.

## Synopsis
Mike Deerfield est signalé comme déserteur après sa disparition lors de sa première permission au retour d'Irak. Son père, Hank, ancien membre de la police militaire, se lance à sa recherche avec l'aide d'Emily Sanders, officier de police de la juridiction du Nouveau-Mexique où Mike a été aperçu pour la dernière fois. Face au silence et à l'hostilité croissante des autorités militaires, Hank et Emily renforcent leur enquête et commencent à douter des dires officiels qui leur sont servis. Les indices troublants se font de plus en plus nombreux et la vérité sur le séjour en Irak de Mike Deerfield finit par éclater, surprenante et dérangeante.
En filigrane, ce film est un réquisitoire contre la guerre. Il montre ses dérives et les graves perturbations psychologiques qu'elle peut occasionner chez les soldats, mais aussi combien les pays qui envoient leur jeunesse se battre jusqu'à les en rendre fous sont coupables.

## Fiche technique
- Titre français : Dans la vallée d'Elah
- Titre original : In the Valley of Elah
- Réalisation : Paul Haggis
- Scénario : Paul Haggis, d'après l'enquête journalistique de Mark Boal pour Playboy[1]
- Musique : Mark Isham (chanson interprétée par Annie Lennox)
- Photographie : Roger Deakins
- Montage : Jo Francis
- Décors : Laurence Bennett
- Costumes : Lisa Jensen
- Production : Laurence Becsey, Darlene Caamano, Paul Haggis, Steve Samuels et Patrick Wachsberger (de)
  - Producteur délégué : Emilio Diez Barroso, Erik Feig, David Garrett, Bob Hayward, James A. Holt et Stan Wlodkowski
- Société de production : Blackfriars Bridge Films, NALA Films, Samuels Media et Summit Entertainment
- Société de distribution :  États-Unis : Warner Independent Pictures
- Budget : 23 millions de dollars[2]
- Pays de production :  États-Unis
- Langue : anglais
- Lieux de tournage :
  - Albuquerque (Nouveau-Mexique - États-Unis)
  - Maroc
  - Whiteville (Tennessee - États-Unis)
- Genre : drame
- Durée : 124 minutes
- Format : couleur (Technicolor) - son : Dolby SR, DTS, SDDS - 2,35:1 - 35 mm
- Dates de sortie : 
  - Italie : 1er septembre 2007 (Mostra de Venise)
  - Canada : 10 septembre 2007 (Festival international du film de Toronto)
  - États-Unis : 14 septembre 2007 (sortie limitée) - 28 septembre 2007 (sortie nationale)
  - France : 7 novembre 2007
  - Belgique : 6 février 2008

## Distribution
- Tommy Lee Jones (VF : Claude Giraud) : Hank Deerfield, ex-enquêteur de la police militaire
- Charlize Theron (VF : Barbara Kelsch) : l'inspectrice Emily Sanders
- Jason Patric (VF : Philippe Valmont) : le lieutenant Kirklander, de la police militaire
- Susan Sarandon (VF : Béatrice Delfe) : Joan Deerfield, la femme de Hank
- James Franco (VF : Stéphane Pouplard) : le sergent Dan Carnelli
- Barry Corbin (VF : Jean-Claude Sachot) : Arnold Bickman
- Josh Brolin (VF : Philippe Vincent) : le chef Buchwald
- Devin Brochu (VF : Robin Trouffier) : David Sanders
- Frances Fisher (VF : Ivana Coppola) : Evie, « Madame », la serveuse topless
- Wes Chatham (VF : Mathias Kozlowski) : le caporal Steve Penning
- Jake McLaughlin (VF : Rémi Bichet) : Gordon Bonner
- Mehcad Brooks (VF : Daniel Lobé) : Ennis Long
- Jonathan Tucker (VF : Alexandre Guansé) : Mike « Doc » Deerfield, le fils de Hank et Joan
- Zoe Kazan (VF : Audrey Lamy) : Angie
- Wayne Duvall : l'inspecteur Nugent
- Brent Briscoe : l'inspecteur Hodge
- Greg Serano : l'inspecteur Manny Nunez
- Victor Wolf (VF : Christophe Lemoine) : le soldat Robert Ortiez.

Source et légende : version française (VF) sur RS Doublage et Doublagissimo

## Box-office
| Pays ou région | Box-office      | Date d'arrêt du box-office | Nombre de semaines |
| -------------- | --------------- | -------------------------- | ------------------ |
| Mondial        | 29 541 790 $    | 27 décembre 2009           | 117                |
| États-Unis     | 6 777 741 $     | 21 février 2008            | 23                 |
| France         | 358 438 entrées | 27 février 2008            | 17                 |

## Autour du film
- Dans la vallée d'Elah est le second long-métrage réalisé par Paul Haggis après Collision.
- Le sujet du film est inspiré d'un article, Death and Dishonor, écrit par Mark Boal pour le magazine Playboy[7], sur le meurtre du vétéran Richard T. Davis à son retour d'Irak.
- Paul Haggis a écrit le rôle d'Emily Sanders avec Charlize Theron à l'esprit[8].
- Selon Paul Haggis, c'est grâce à Clint Eastwood, avec qui il a travaillé sur Million Dollar Baby (2004) qu'il a pu tourner le film[7],[8]. En effet, Haggis déclare : « Clint s'est fait mon champion. En 2003, nul ne souhaitait évoquer ce genre d'histoire. Il aurait donc été extrêmement difficile de tourner le film sans son appui »[7]. De plus, il envisageait même de confier le rôle d'Hank Deerfield à Eastwood, mais l'acteur-réalisateur a décliné l'offre [7] en dépit de la qualité du script. Néanmoins, Eastwood recommande Tommy Lee Jones à Haggis pour le rôle[8].
- Lors de sa première diffusion en clair à la télévision (sur France 2) le 14 novembre 2010, le film s'est classé deuxième des meilleures audiences avec 5 017 000 téléspectateurs (19,6 % de parts d'audience)[9],[10]
- Ce film est le dernier où Claude Giraud doubla Tommy Lee Jones.

## Distinctions

### Récompense
- 2007 : SIGNIS Award à la Mostra de Venise

### Nominations
- 2007 : nommé au Lion d'or à la Mostra de Venise
- 2007 : Satellite Award du Meilleur acteur dans un film dramatique pour Tommy Lee Jones
- 2008 : Oscar du meilleur acteur pour Tommy Lee Jones
- 2008 : London Film Critics Circle Award du meilleur acteur pour Tommy Lee Jones